# Lula 3D
Lula 3D é um jogo eletrônico de aventura para adultos desenvolvido e publicado pela cdv Software Entertainment para Microsoft Windows. Foi lançado na Europa em 22 de junho de 2005. Faz parte da série de jogos eletrônicos Lula.
A trama se concentra em Lula, uma atriz pornográfica que está tentando produzir seu próximo filme pornô, mas atrasa suas filmagens quando suas co-atrizes são sequestradas. O jogador guia Lula para recuperar suas co-estrelas perdidas. O título recebeu críticas negativas dos críticos, que consideravam que problemas técnicos e humor acabavam com o "prazer" do jogo.

## Jogabilidade
Lula 3D é um jogo de aventura em que o jogador controla Lula, uma atriz adulta que deve salvar suas co-estrelas sequestradas para filmar seu próximo filme erótico. Ela pode ser girada usando o mouse e movida usando o teclado de uma perspectiva de terceira pessoa, embora tentar mover e girar ao mesmo tempo às vezes possa levar o jogo a travar. O jogador interage com o ambiente clicando em pessoas e objetos presentes. Lula encontra puzzles ao longo do jogo e, para progredir na história do jogo, o jogador deve concluí-los.
As soluções para os quebra-cabeças geralmente têm um tema estranho. Em um quebra-cabeça, Lula mostra seus acessórios de vestir para distrair um funcionário, em vez de usar um dispositivo de jogo de aventura mais padronizado. O jogo não permite que o jogador progrida na história até que eles conversem com todos os personagens e cliquem em todos os objetos em uma área. Lula muitas vezes é obrigado a realizar atos apropriados para interagir com os personagens e avançar. Às vezes, o jogador é obrigado a assistir cenas. Às vezes, as cenas carecem de detalhes e, durante uma cena em particular, o cabelo masculino está completamente ausente.

## Enredo
Três atrizes pornográficas trigêmeas são sequestrados da casa de Lula e ela decide resgatá-las. Depois de encontrar suas chaves, Lula deixa sua casa em Beverly Hills e viaja para São Francisco, Las Vegas e Nova Orleães para resgatá-las.

## Desenvolvimento
A série Lula foi originalmente desenvolvida pela empresa alemã cdv Software Entertainment em resposta à falta de jogos eletrônicos ocidentais para adultos, e à censura em jogos como a série Leisure Suit Larry. A dublagem do jogo foi originalmente em alemão, mas foi traduzida para versões internacionais do jogo com diferentes dubladores. Os desenvolvedores usaram captura de movimento para cenas de ação e eróticas. O uso de captura de movimento para a física da mama foi anunciado no pacote do jogo como "Bouncin' Boobs Technology".